# 타볼라라 왕국

타볼라라 왕국의 국기

타볼라라 왕국의 문장

타볼라라 왕국(Kingdom of Tavolara)은 사르데냐 북동 해안에서 떨어진 타볼라라섬에 건국된 19~20세기의 마이크로네이션이었다. 베르톨레오니가에 의해 세워진 타볼라라 왕국은 세상에서 가장 작은 왕국 가운데 하나로 주장되었다.